# خوزه کابو
خوزه کابو (انگلیسی: José Cabo; ۱۷ ژوئیهٔ ۱۹۰۷ – ۱۰ دسامبر ۱۹۹۱) بازیکن فوتبال اهل اسپانیا بود.
از باشگاه‌هایی که در آن بازی کرده‌است می‌توان به باشگاه فوتبال اسپانیول، باشگاه فوتبال اتلتیکو مادرید، باشگاه فوتبال رئال مادرید، باشگاه ورزشی اروپا، باشگاه فوتبال رئال مورسیا، و باشگاه فوتبال لوانته اشاره کرد.
وی همچنین در تیم ملی فوتبال کاتالونیا بازی کرده‌است.